# Croix de chemin de Dommartin
La Croix de chemin de Dommartin est une croix de chemin du XIXe siècle située sur la commune de Dommartin dans le département français du Doubs.

## Localisation

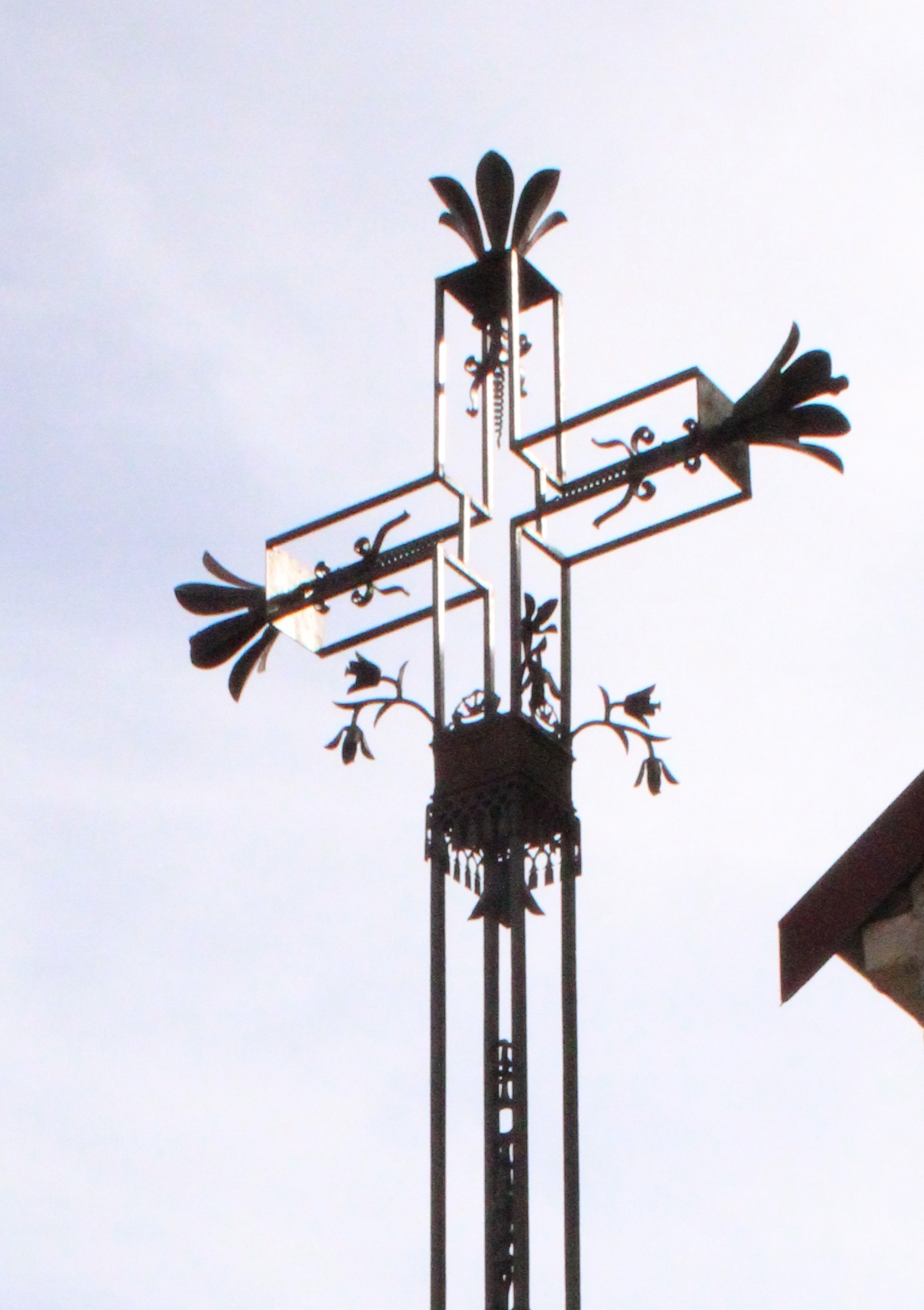
La croix de Dommartin classée M.H., détail.

La croix est située au centre du village, à côté de l'église paroissiale Saint-Martin à Dommartin.

## Histoire
La croix date du XIXe siècle. Elle est inscrite au titre des monuments historiques depuis le 22 novembre 1993.

## Description
La croix repose sur un socle en pierre